# Campionato mondiale di hockey su ghiaccio 1961
Il 28º Campionato mondiale di hockey su ghiaccio, valido anche come 39º campionato europeo di hockey su ghiaccio, si tenne nel periodo fra il 1° e il 12 marzo 1961 in Svizzera, nelle città di Ginevra e di Losanna. Questo fu il quarto campionato mondiale organizzato dopo le edizioni del 1935, del 1939 e del 1953.
Il presidente della IIHF John Ahearne decise a partire dall'edizione del 1961 di suddividere il campionato mondiale in tre diversi gruppi: Gruppo A, B e C, portando il numero totale di nazioni partecipanti a 20. Per la prima volta prese parte all'evento iridato una rappresentante del continente africano, il Sudafrica. Prima dell'inizio delle competizioni si svolsero alcuni incontri di spareggio per l'accesso ai diversi gruppi.
Al via del Gruppo A si presentarono otto squadre, riunite in un unico girone all'italiana valido per l'assegnazione delle medaglie. La vittoria andò per la diciannovesima volta al Canada, il quale si impose nello scontro diretto contro la Cecoslovacchia, mentre al terzo posto giunse l'Unione Sovietica. I nordamericani non avrebbero più vinto un titolo mondiale per altri 33 anni, fino ai mondiali del 1994. Da notare la presenza simultanea di entrambe le squadre nazionali della Germania. I padroni di casa della Svizzera disputarono il Gruppo B vinto poi dalla Norvegia, mentre il Gruppo C vide la vittoria della Romania.

## Qualificazioni

### Gruppo A
| Ginevra 1º marzo 1961, ore 20:45 | Svizzera | 5 – 6 (d.t.s.) (0-1; 1-3; 4-1) | Germania Ovest | Les Vernets (7.200 spett.) |

| Losanna 2 marzo 1961, ore 12:00 | Germania Est | 6 – 3 (1-0; 1-1; 4-2) | Norvegia | Montchoisi (300 spett.) |

La Germania Ovest e la Germania Est si qualificarono al Gruppo A, mentre Svizzera e la Norvegia disputarono il Gruppo B.

### Gruppo B
| Ginevra 2 marzo 1961 | Austria | 6 – 5 (1-1; 4-3; 1-1) | Romania | Les Vernets |

| Ginevra 2 marzo 1961 | Regno Unito | 18 – 1 (6-1; 6-0; 6-0) | Belgio | Les Vernets |

L'Austria ed il Regno Unito si qualificarono al Gruppo B, mentre Romania ed il Belgio disputarono il Gruppo C.

## Campionato mondiale Gruppo A

### Girone finale
| Losanna 2 marzo 1961, ore 17:00 | Cecoslovacchia | 6 – 0 (1-0; 0-0; 5-0) | Finlandia | Montchoisi (3.000 spett.) |

| Ginevra 2 marzo 1961, ore 20:45 | Canada | 6 – 1 (3-1; 0-0; 3-0) | Svezia | Les Vernets (10.500 spett.) |

| Losanna 2 marzo 1961, ore 20:45 | Unione Sovietica | 13 – 2 (5-0; 5-0; 3-2) | Stati Uniti | Montchoisi (11.000 spett.) |

| Losanna 4 marzo 1961, ore 17:00 | Canada | 9 – 1 (1-1; 3-0; 5-0) | Germania Ovest | Montchoisi (5.000 spett.) |

| Ginevra 4 marzo 1961, ore 17:00 | Finlandia | 6 – 4 (1-2; 3-1; 2-1) | Germania Est | Les Vernets (800 spett.) |

| Losanna 4 marzo 1961, ore 20:45 | Unione Sovietica | 6 – 2 (3-0; 2-0; 1-2) | Svezia | Montchoisi (13.700 spett.) |

| Ginevra 4 marzo 1961, ore 20:45 | Cecoslovacchia | 4 – 1 (1-0; 1-0; 2-1) | Stati Uniti | Les Vernets (5.800 spett.) |

| Losanna 5 marzo 1961, ore 17:00 | Unione Sovietica | 7 – 3 (5-0; 0-0; 2-3) | Finlandia | Montchoisi (4.000 spett.) |

| Ginevra 5 marzo 1961, ore 17:00 | Canada | 7 – 4 (4-2; 2-0; 1-4) | Stati Uniti | Les Vernets (7.000 spett.) |

| Losanna 5 marzo 1961, ore 20:45 | Svezia | 3 – 2 (1-0; 1-2; 1-0) | Germania Est | Montchoisi (1.500 spett.) |

| Ginevra 5 marzo 1961, ore 20:45 | Cecoslovacchia | 6 – 0 (2-0; 0-0; 4-0) | Germania Ovest | Les Vernets (2.400 spett.) |

| Losanna 7 marzo 1961, ore 17:00 | Stati Uniti | 4 – 4 (3-1; 1-1; 0-2) | Germania Ovest | Montchoisi (1.500 spett.) |

| Ginevra 7 marzo 1961, ore 17:00 | Svezia | 6 – 4 (1-1; 2-2; 3-1) | Finlandia | Les Vernets (1.000 spett.) |

| Losanna 7 marzo 1961, ore 20:45 | Canada | 5 – 2 (0-0; 0-0; 5-2) | Germania Est | Montchoisi (2.000 spett.) |

| Ginevra 7 marzo 1961, ore 20:45 | Cecoslovacchia | 6 – 4 (2-1; 2-2; 2-1) | Unione Sovietica | Les Vernets (11.500 spett.) |

| Losanna 8 marzo 1961, ore 20:45 | Germania Est | 6 – 5 (2-2; 1-3; 3-0) | Stati Uniti | Montchoisi (1.800 spett.) |

| Ginevra 8 marzo 1961, ore 20:45 | Svezia | 12 – 1 (3-0; 3-1; 6-0) | Germania Ovest | Les Vernets (2.500 spett.) |

| Ginevra 9 marzo 1961, ore 17:00 | Finlandia | 3 – 3 (1-0; 0-1; 2-2) | Germania Ovest | Les Vernets (500 spett.) |

| Losanna 9 marzo 1961, ore 20:45 | Canada | 1 – 1 (0-1; 1-0; 0-0) | Cecoslovacchia | Montchoisi (14.000 spett.) |

| Ginevra 9 marzo 1961, ore 20:45 | Unione Sovietica | 9 – 1 (6-0; 1-1; 2-0) | Germania Est | Les Vernets (2.000 spett.) |

| Ginevra 11 marzo 1961, ore 16:00 | Cecoslovacchia | 5 – 1 (1-0; 2-1; 2-0) | Germania Est | Les Vernets (2.000 spett.) |

| Losanna 11 marzo 1961, ore 17:00 | Unione Sovietica | 11 – 1 (2-0; 4-1; 5-0) | Germania Ovest | Montchoisi (5.000 spett.) |

| Ginevra 11 marzo 1961, ore 20:45 | Svezia | 7 – 3 (1-2; 2-1; 4-0) | Stati Uniti | Les Vernets (6.500 spett.) |

| Losanna 11 marzo 1961, ore 20:45 | Canada | 12 – 1 (7-1; 1-0; 4-0) | Finlandia | Montchoisi (5.000 spett.) |

| Ginevra 12 marzo 1961, ore 14:00 | Germania Est | 5 – 0 (FORFAIT) | Germania Ovest | Les Vernets |

| Losanna 12 marzo 1961, ore 14:30 | Cecoslovacchia | 5 – 2 (3-1; 1-1; 1-0) | Svezia | Montchoisi (9.000 spett.) |

| Ginevra 12 marzo 1961, ore 18:00 | Canada | 5 – 1 (1-0; 2-0; 2-1) | Unione Sovietica | Les Vernets (12.000 spett.) |

| Losanna 12 marzo 1961, ore 18:30 | Stati Uniti | 5 – 2 (1-0; 2-0; 2-2) | Finlandia | Montchoisi (1.500 spett.) |

| Pos. |                  | PG | V | N | P | GF | GS | DR  | Pt |
| 1.   | Canada           | 7  | 6 | 1 | 0 | 45 | 11 | +34 | 13 |
| 2.   | Cecoslovacchia   | 7  | 6 | 1 | 0 | 33 | 9  | +24 | 13 |
| 3.   | Unione Sovietica | 7  | 5 | 0 | 2 | 51 | 20 | +31 | 10 |
| 4.   | Svezia           | 7  | 4 | 0 | 3 | 33 | 27 | +6  | 8  |
| 5.   | Germania Est     | 7  | 2 | 0 | 6 | 21 | 33 | -12 | 4  |
| 6.   | Stati Uniti      | 7  | 1 | 1 | 5 | 24 | 43 | -19 | 3  |
| 7.   | Finlandia        | 7  | 1 | 1 | 5 | 19 | 43 | -24 | 3  |
| 8.   | Germania Ovest   | 7  | 0 | 2 | 5 | 10 | 50 | -40 | 2  |

### Graduatoria finale
| Pos | Squadra          |
| --- | ---------------- |
|     | Canada           |
|     | Cecoslovacchia   |
|     | Unione Sovietica |
| 4   | Svezia           |
| 5   | Germania Est     |
| 6   | Stati Uniti      |
| 7   | Finlandia        |
| 8   | Germania Ovest   |

| Campione del mondo di hockey su ghiaccio 1961 |
| Canada 19º titolo                             |

| Pos | Squadra          | Formazione |
| --- | ---------------- | --- |
|     | Canada           | Seth Martin, Claude Cyr, Fred Fletcher, Darryl Sly, George Ferguson, Harry Smith, Ed Christofoli, Jack McLeod, Hal Jones, John McIntyre, Norman Lenardon, David Rusnell, Walter Peacosh, Cal Hockley, Mike Lagace, Adolphe Tambellini, Robert Kromm, Gerry Penner                                                    |
|     | Cecoslovacchia   | Josef Mikoláš, Vladimír Nadrchal, Rudolf Potsch, Jan Kasper, František Gregor, Stanislav Sventek, Jaromír Bünter, Vlastimil Bubník, Václav Pantůček, Bohumil Prošek, Ján Starší, František Vaněk, Miroslav Vlach, Jiří Dolana, Luděk Bukač, Josef Černý, Zdeněk Kepák                                                |
|     | Unione Sovietica | Vladimir Činov, Viktor Konovalenko, Aleksandr Ragulin, Genrich Sidorenko, Nikolaj Snetkov, Nikolaj Sologubov, Ivan Tregubov, Vladimir Brežněv, Venjamin Aleksandrov, Aleksandr Al'metov, Viktor Jakušev, Vladimir Jurzinov, Konstantin Loktev, Boris Majorov, Evgenij Majorov, Vjačeslav Staršinov, Viktor Cypljakov |

### Riconoscimenti
Riconoscimenti individuali
| Premio             | Giocatore        |
| ------------------ | ---------------- |
| Miglior portiere   | Seth Martin      |
| Miglior difensore  | Ivan Tregubov    |
| Miglior attaccante | Vlastimil Bubník |

All-Star Team
| Attacco:  | Boris Majorov - Mike Lagace - Miroslav Vlach |
| Difesa:   | Harry Smith - Darryl Sly                     |
| Portiere: | Seth Martin                                  |

### Campionato europeo
Il torneo fu valido anche per il 39º campionato europeo e venne utilizzata la graduatoria finale del campionato mondiale per determinare le posizioni del torneo continentale; la vittoria andò per l'ottava volta alla Cecoslovacchia, giunta seconda al mondiale.
| Pos | Squadra          |
| --- | ---------------- |
|     | Cecoslovacchia   |
|     | Unione Sovietica |
|     | Svezia           |
| 4   | Germania Est     |
| 5   | Finlandia        |
| 6   | Germania Ovest   |

## Campionato mondiale Gruppo B
| Ginevra 3 marzo 1961 | Svizzera | 0 – 6 (0-3; 0-3; 0-0) | Norvegia | Les Vernets |

| Losanna 3 marzo 1961 | Regno Unito | 10 – 2 (3-0; 5-1; 2-1) | Austria | Montchoisi |

| Losanna 3 marzo 1961 | Italia | 5 – 3 (0-2; 2-1; 3-0) | Polonia | Montchoisi |

| Ginevra 5 marzo 1961 | Italia | 7 – 2 (1-0; 1-1; 5-1) | Austria | Les Vernets |

| Ginevra 6 marzo 1961 | Norvegia | 5 – 3 (2-1; 2-1; 1-1) | Polonia | Les Vernets |

| Ginevra 6 marzo 1961 | Italia | 3 – 3 (2-3; 0-0; 1-0) | Regno Unito | Les Vernets |

| Losanna 6 marzo 1961 | Svizzera | 9 – 1 (5-0; 2-0; 2-1) | Austria | Montchoisi |

| Losanna 7 marzo 1961 | Svizzera | 1 – 3 (1-1; 0-0; 0-2) | Polonia | Montchoisi |

| Ginevra 9 marzo 1961 | Regno Unito | 3 – 2 (1-1; 1-0; 1-1) | Polonia | Les Vernets |

| Losanna 9 marzo 1961 | Norvegia | 7 – 2 (2-0; 1-2; 7-0) | Austria | Montchoisi |

| Ginevra 10 marzo 1961 | Austria | 3 – 2 (0-0; 0-1; 3-1) | Polonia | Les Vernets |

| Losanna 10 marzo 1961 | Norvegia | 7 – 1 (3-0; 1-1; 3-0) | Italia | Montchoisi |

| Losanna 10 marzo 1961 | Svizzera | 2 – 2 (0-0; 1-1; 1-1) | Regno Unito | Montchoisi |

| Ginevra 11 marzo 1961 | Svizzera | 5 – 3 (1-1; 2-1; 2-1) | Italia | Les Vernets |

| Losanna 12 marzo 1961 | Regno Unito | 3 – 2 (1-2; 1-0; 1-0) | Norvegia | Montchoisi |

| Pos. |             | PG | V | N | P | GF | GS | DR  | Pt |
| 1.   | Norvegia    | 5  | 4 | 0 | 1 | 27 | 9  | +18 | 8  |
| 2.   | Regno Unito | 5  | 3 | 2 | 0 | 27 | 11 | +16 | 8  |
| 3.   | Svizzera    | 5  | 2 | 1 | 2 | 17 | 15 | +5  | 5  |
| 4.   | Italia      | 5  | 2 | 1 | 2 | 19 | 20 | -1  | 5  |
| 5.   | Polonia     | 5  | 1 | 0 | 4 | 13 | 17 | -4  | 2  |
| 6.   | Austria     | 5  | 1 | 0 | 4 | 10 | 35 | -25 | 2  |

## Campionato mondiale Gruppo C
| Ginevra 3 marzo 1961 | Francia | 7 – 3 (1-1; 4-0; 2-2) | Paesi Bassi | Les Vernets |

| Ginevra 3 marzo 1961 | Romania | 22 – 1 (7-1; 10-0; 5-0) | Belgio | Les Vernets |

| Losanna 3 marzo 1961 | Jugoslavia | 12 – 3 (4-0; 3-1; 5-2) | Sudafrica | Montchoisi |

| Ginevra 4 marzo 1961 | Jugoslavia | 9 – 2 (4-0; 3-2; 2-0) | Paesi Bassi | Les Vernets |

| Losanna 5 marzo 1961 | Romania | 14 – 0 (5-0; 5-0; 4-0) | Sudafrica | Montchoisi |

| Ginevra 6 marzo 1961 | Paesi Bassi | 8 – 4 (2-1; 1-1; 5-2) | Sudafrica | Les Vernets |

| Losanna 6 marzo 1961 | Francia | 10 – 0 (2-0; 4-0; 4-0) | Belgio | Montchoisi |

| Losanna 6 marzo 1961 | Romania | 12 – 1 (2-0; 4-1; 6-0) | Jugoslavia | Montchoisi |

| Ginevra 7 marzo 1961 | Francia | 11 – 2 (2-1; 3-0; 6-1) | Sudafrica | Les Vernets |

| Ginevra 8 marzo 1961 | Jugoslavia | 10 – 1 (2-0; 5-1; 3-0) | Belgio | Les Vernets |

| Losanna 8 marzo 1961 | Romania | 12 – 0 (4-0; 4-0; 4-0) | Paesi Bassi | Montchoisi |

| Losanna 9 marzo 1961 | Francia | 3 – 2 (1-0; 0-1; 2-1) | Jugoslavia | Montchoisi |

| Ginevra 10 marzo 1961 | Romania | 9 – 3 (3-1; 1-1; 5-1) | Francia | Les Vernets |

| Losanna 10 marzo 1961 | Paesi Bassi | 5 – 4 (2-0; 1-1; 2-3) | Belgio | Montchoisi |

| Losanna 11 marzo 1961 | Sudafrica | 9 – 2 (0-2; 5-0; 4-0) | Belgio | Montchoisi |

| Pos. |             | PG | V | N | P | GF | GS | DR  | Pt |
| 1.   | Romania     | 5  | 5 | 0 | 0 | 69 | 5  | +64 | 10 |
| 2.   | Francia     | 5  | 4 | 0 | 1 | 34 | 16 | +18 | 8  |
| 3.   | Jugoslavia  | 5  | 3 | 0 | 2 | 34 | 22 | +12 | 6  |
| 4.   | Paesi Bassi | 5  | 2 | 0 | 3 | 18 | 36 | -18 | 4  |
| 5.   | Sudafrica   | 5  | 1 | 0 | 4 | 18 | 47 | -29 | 2  |
| 6.   | Belgio      | 5  | 0 | 0 | 5 | 9  | 56 | -47 | 2  |